# Stipa pennata
Stipa pennata is een plant uit de grassenfamilie (Poaceae). De soort komt voor van het zuidoosten van Frankrijk en Centraal-Europa, via Oost-Europa en West-Siberië tot aan Xinjiang en het westen van Mongolië. Stipa pennata is zeldzaam in het oosten van Kazachstan en Kirgizië. Komt voor in biotopen als graslanden, bergweiden, steppen, bossteppen en droge, stenige hellingen. Wordt qua hoogte tussen de 100 en 4000 meter waargenomen.

## Synoniemen
De soort is bekend onder een groot aantal synoniemen:
- Stipa anomala P.A.Smirn. ex Roshev.
- Stipa borysthenica Prokudin
- Stipa disjuncta Klokov
- Stipa eriocaulis Borbás
- Stipa gallica (Steven) Čelak.
- Stipa graniticola Klokov
- Stipa lejophylla P.A.Smirn.
- Stipa lithophila P.A.Smirn. ex Roshev
- Stipa oligotricha Moraldo
- Stipa sabulosa (Pacz.) Sljuss.
- Stipa tauricola Čelak.
- Stipa veneta Moraldo

... · 
S. capillata · 
S. lessingiana · 
S. pennata · 
S. pontica · 
S. pulcherrima · 
S. tirsa · 
S. ucrainica · 
S. zalesskii · 
...